# Globo Rural (revista)
Globo Rural é uma revista mensal publicada pela Editora Globo, com foco em temas relacionados à produção agrícola, pecuária, tecnologias aplicadas ao campo, biotecnologia, sustentabilidade rural, vida no campo e cultura popular. A publicação também se destaca pela ênfase na prestação de serviços ao produtor rural, com reportagens baseadas em entrevistas com pesquisadores, produtores e especialistas ambientais, mantendo um compromisso com a informação técnica e precisa.

## Origens e primeiros anos
Criada como extensão do programa televisivo homônimo, a revista teve sua primeira edição publicada em outubro de 1985, ainda pela editora Rio Gráfica. A matéria de capa abordava a introdução do zebu no Brasil, com texto assinado por José Hamilton Ribeiro, primeiro editor-chefe da publicação. A edição inaugural também contou com editorial de Roberto Marinho e crônica de Carlos Drummond de Andrade.
Em 1986, após a aquisição da Livraria do Globo, a Rio Gráfica passou a operar como Editora Globo. A partir de fevereiro de 1987, a revista passou a ser publicada sob o novo nome da editora.

## Edições relevantes
Ao longo de quase quatro décadas, a revista publicou edições que se tornaram referências no jornalismo agropecuário. Em junho de 1986, apresentou uma análise abrangente do mercado brasileiro de álcool combustível derivado da cana-de-açúcar.
Em 2005, a edição comemorativa de 20 anos revisitou os principais avanços do agronegócio desde a fundação da revista, com destaque para a consolidação da soja como principal produto agrícola de exportação do país.
Já em 2015, na celebração dos 30 anos da revista, foi publicada uma linha do tempo com marcos relevantes da agricultura brasileira, como a expansão da fronteira agrícola no Cerrado, o fortalecimento da agricultura familiar e os avanços em agricultura de precisão.

## Atuação e expansão digital
A revista desempenha papel relevante na construção de uma identidade jornalística voltada ao meio rural, contribuindo para a aproximação entre o público urbano e as realidades do campo.
Além da versão impressa, Globo Rural mantém uma plataforma digital desenvolvida em parceria com o jornal Valor Econômico, oferecendo notícias em tempo real, análises especializadas e ferramentas voltadas ao produtor rural.
Vale destacar ainda que a revista é objeto de estudos acadêmicos a respeito do marketing voltado para o homem do campo.